# Leptopsalis ramblae
Leptopsalis ramblae is een hooiwagen uit de familie Stylocellidae. De originele naamcombinatie (protoniem) was Stylocellus ramblae Giribet, 2002.